# Philips Tele-Spiel ES 2201
| Philips Tele-Spiel ES 2201                                                              |
| Philips Tele-Spiel ES 2201                                                              |
|                                                                                         |
| Verkaufsstart und Neupreis                                                              |
| 1975 für 179 DM                                                                         |
| Einstellung der Produktion                                                              |
| 1977                                                                                    |
| Lieferumfang (Westdeutschland)                                                          |
| Konsole mit Antennenkabel, Anleitung, Steckmodul Federball, zwei Controller, Verpackung |

Das Philips Tele-Spiel ES 2201 ist eine Spielkonsole, die von der Abteilung Technische Spielwaren der hamburgischen Philips GmbH ab 1975 in verschiedenen europäischen Ländern angeboten wurde. Im Gegensatz zu später erschienenen Geräten wie etwa Atari VCS 2600 und Philips G 7000 ist im Tele-Spiel kein Mikroprozessor verbaut. Die gesamte elektronische Verarbeitung erfolgt vielmehr mithilfe diskreter Bauelemente und einiger einfacher integrierter Schaltkreise, wodurch die Leistungsfähigkeit sehr gering ausfällt. So beschränkt sich die Darstellung am Fernseher auf grob aufgelöste Schwarzweiß-Bilder, eine Tonuntermalung ist nicht vorhanden.
Philips bot für das Gerät insgesamt fünf verschiedene austauschbare Steckmodule an, mit denen vergleichsweise einfach gehaltene Spiele realisiert werden konnten. Bis zur Vorstellung der Nachfolgemodelle ES 2203 und ES 2204 im Februar 1977 konnten nach Angaben des Herstellers „einige Zehntausend“ Konsolen verkauft werden.

## Geschichte
Das erste Heimvideospiel, die Odyssey von Magnavox, erschien 1972 in den USA. Im Jahr 1973 war eine von ITT für Westdeutschland bestimmte Lizenzversion dieses Geräts namens Odyssee auf der Funkausstellung in Berlin zu sehen. Im Februar 1975 präsentierte auch die deutsche Zweigstelle des Elektronikkonzerns Philips eine Spielkonsole.

### Vorstellung und Vermarktung

Noch ohne nähere Typenbezeichnung und nur mit einem Vorseriengehäuse versehen, stellte die Abteilung Technische Spielwaren der Philips GmbH, Hamburg, Anfang 1975 erstmals ihr Tele-Spiel auf der Nürnberger Spielwarenmesse vor. Der dort ebenfalls angekündigte Preis für die Konsole sollte bei 150 DM (entspräche heute inflationsbereinigt ca. 240 Euro) und für weitere, noch zu entwickelnde austauschbare Spiele bei jeweils 25 DM (heute ca. 40 Euro) liegen.
Die Auslieferung begann etwa Mitte des Jahres 1975 und erfolgte ausschließlich an Spielwaren-Fachgeschäfte und entsprechende Abteilungen in Warenhäusern. Verkauft wurde die nun Tele-Spiel ES 2201 genannte Konsole dann mit zwei Handreglern und der Spielkassette Federball in einer Verpackung, die gestalterisch dem Philips-eigenen Programm Technische Spielwaren angeglichen war. Im September 1975 betrug der Preis 179 DM. Mit den Niederlanden, Frankreich und Finnland kamen nur wenig später weitere Absatzmärkte hinzu. Die Konsole wurde dort unter dem Namen Telespel, Télé-Tennis beziehungsweise Tele-Peli angeboten.
Der Hersteller betonte stets die Familienfreundlichkeit seines neuen Spielsystems, weil es für Kinder und Erwachsene gleichermaßen geeignet sei. Entsprechend organisierte Philips die Vermarktung seiner neuen Konsole: Großformatige Zeitungsanzeigen offerierten das „aufregende“ System als „regelrechtes Familienspiel“, das „Sie mit der ganzen Familie ins Geschäft“ bringe. Ebenfalls betont wurde in den Werbeanzeigen die leichte Verwendbarkeit durch den unkomplizierten Anschluss an das heimische Fernsehgerät.
Mit dem „aufregenden“ Spieleangebot, das im August 1975 neben dem Pong-Spiel Federball auch die Titel Trainingswand, Tontaubenschießen, Autoslalom und Phantomjagd umfasste, sei laut Philips stets für Abwechslung gesorgt. Im Dezember 1976 lag der Preis für die Konsole bei 149 DM, die separat zu erwerbenden Spielmodule kosteten jeweils 39 DM. Bis Anfang 1977 hatte Philips nach eigenen Angaben „einige Zehntausend“ Konsolen des Tele-Spiels ES 2201 verkaufen können.

### Nachfolgemodelle
Im Februar 1977 präsentierte Philips auf der Nürnberger Spielwarenmesse die Nachfolgemodelle Tele-Spiel ES 2203 und Tele-Spiel ES 2204. Diese Las Vegas genannte Baureihe basiert auf dem hochintegrierten Spezialschaltkreis AY-3-8500 von General Instrument. Weil der Chip die Pong-Varianten Tennis, Squash, Pelota und Eishockey bereits enthält, konnten die umständlich zu wechselnden und teuren Steckmodule für Spiele entfallen. Die im AY-3-8500 zudem enthaltenen beiden Schießspiele werden ebenfalls genutzt, aber anstelle des bei anderen Konsolenherstellern üblichen Lichtgewehrs wird bei den Geräten von Philips ein optional erhältlicher elektronischer Fotoapparat verwendet, mit dem der Spieler auf „Fotosafari“ gehen kann. Neben den grafisch und spieltechnisch fortgeschritteneren Spielen war in den beiden neuen Konsolen durch den AY-3-8500 nun auch die automatische Zählung und Anzeige des Punktestands auf dem Bildschirm sowie eine akustische Untermalung des Spielgeschehens möglich geworden.
Auf der Nürnberger Spielwarenmesse 1977 kündigte Philips zwei weitere Modelle an. Zu dieser Monte Carlo-Baureihe, der „Vorstufe intelligenter Spiele“, sollte das Tele-Spiel ES 2205 und ES 2206 gehören. Beide Konsolen, die als elektronische Umsetzungen klassischer Brettspiele gedacht waren, gelangten jedoch nie in den Handel. Dafür nahm Philips eine abgerüstete und damit preiswertere Variante des Tele-Spiels ES 2203 ins Verkaufsprogramm. Dieses Tele-Spiel ES 2207 – Travemünde beinhaltet ebenfalls den AY-3-8500, allerdings sind nur Tennis, Squash, Pelota und Eishockey spielbar. Die Bildausgabe erfolgt wie beim ES 2203 in Schwarzweiß, ein Lautsprecher dagegen wurde nicht verbaut, womit keine Tonuntermalung vorhanden ist.

## Spiele
Die Spiele des Tele-Spiel ES 2201 werden unter Zuhilfenahme von Steckmodulen realisiert, wobei diese bis auf das mitgelieferte Federball separat zu erwerben waren. Die Zählung der Punktestände erfolgt bei allen Spielen manuell durch zwei mechanische Schieberleisten, die in die Gehäuseoberseite der Konsole eingelassen sind.

### Federball

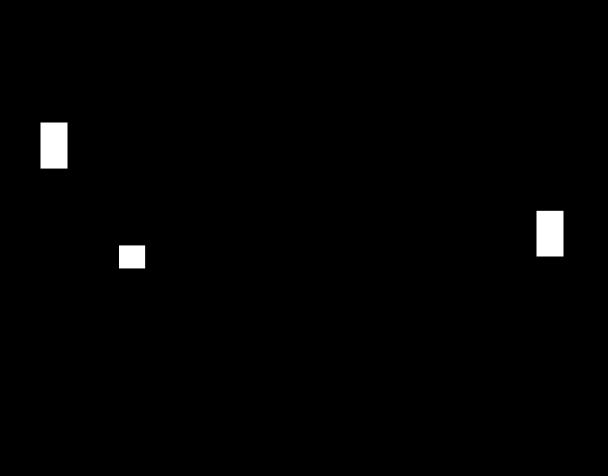
Nachempfundener Screenshot Federball

Das Spiel Federball mit der Modellnummer ES 2211 ist eine vereinfachte Umsetzung von Pong. Analog zum namensgebenden Federball gilt es dabei für zwei Spieler, abwechselnd einen Ball derart ins gegnerische Spielfeld zu schlagen, dass er nicht zurückgespielt werden kann. Das Regelwerk, die Spielmechanik und die audiovisuelle Präsentation sind wegen der damaligen leistungsschwachen Hardware wie bei Pong stark vereinfacht. So wird das Spielfeld im Draufblick und ohne jegliche Texturen oder andere grafische Details in Schwarz und Weiß gezeigt. Die Spielfiguren werden jeweils durch einen hochkant stehenden blockartigen Strich – den Schläger – angedeutet. Der Federball, dessen Bewegung im Sinne technisch einfacher Handhabbarkeit stets geradlinig, aber abgebremst verläuft, wird durch einen durch die damalige Hardware ebenfalls leicht zu erzeugenden quadratischen Leuchtpunkt dargestellt. Um diesen Ball zurückspielen zu können, muss der Schläger mittels Handregler in eine solche vertikale Position gebracht werden, dass er die Bewegungsbahn des Balls kreuzt. Der auftreffende Ball prallt dann mit einem dem Einfallswinkel entgegengesetzten Ausfallwinkel ab und wird damit zur gegnerischen Seite zurückgespielt. Verpasst einer der Spieler den Ball und verlässt dieser daraufhin das Spielfeld, erhält der Gegenspieler einen Punkt. Die Partie endet, wenn einer der beiden Spieler 15 Punkte erreicht hat.

### Trainingswand
Bei diesem Spiel mit der Modellnummer ES 2212 handelt es sich um eine Variation von Federball, die von nur einer Person gespielt werden kann. Der linke Schläger ist nun eine unbewegliche Wand, die über die gesamte Höhe des Bildschirms reicht. Aufgabe des Spielers ist es, den von der Wand abprallenden Ball so oft wie möglich zurückzuschlagen.

### Tontaubenschießen

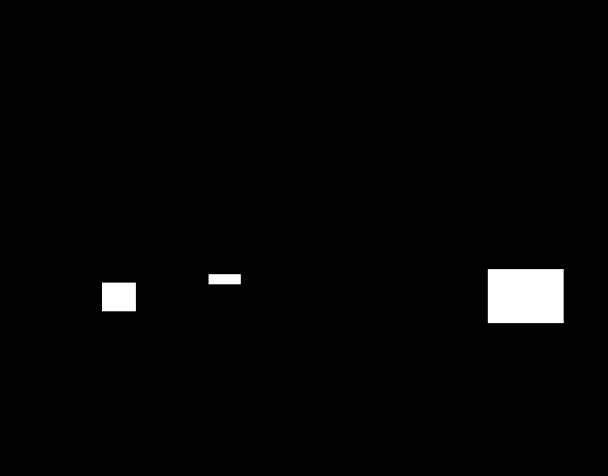
Nachempfundener Screenshot Tontaubenschießen

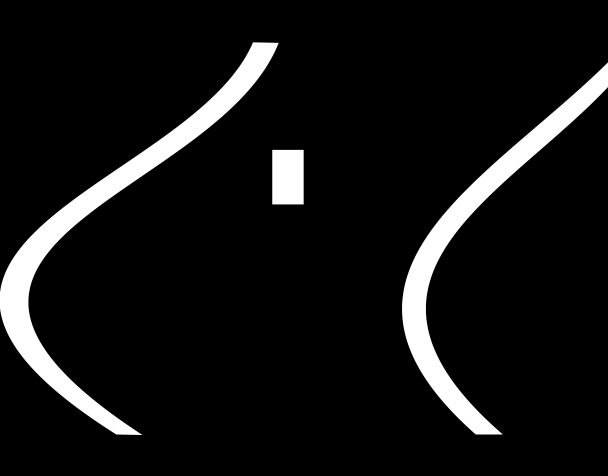
Nachempfundener Screenshot Autoslalom

Das Spiel Tontaubenschießen mit der Modellnummer ES 2213 ist eine Adaption des gleichnamigen Schießens auf bewegliche Ziele. Das Geschehen wird grafisch stark vereinfacht im Draufblick gezeigt. Der Schütze mit dem Gewehr wird durch ein vertikal verschiebbares Rechteck am rechten Bildschirmrand symbolisiert. Das vom Gewehr durch Knopfdruck abgefeuerte Projektil bewegt sich dann geringfügig abgebremst horizontal geradlinig nach links über den Bildschirm. Währenddessen fliegt das Ziel, die Tontaube, auf der linken Bildschirmseite mit unterschiedlichen Geschwindigkeiten von oben nach unten. Die Herausforderung besteht darin, den richtigen Zeitpunkt für den Abschuss zu finden, um das Ziel zu treffen. Zur Erhöhung des Schwierigkeitsgrades kann mithilfe des zweiten Handreglers die Entfernung des Ziels zum Gewehr vergrößert werden.

### Autoslalom
Im Spiel Autoslalom mit der Modellnummer ES 2214 ist es Aufgabe des Spielers, mit einem Auto dem Verlauf einer Straße zu folgen, ohne deren Begrenzungen zu berühren. Die Szene wird wiederum grafisch sehr stark vereinfacht im Draufblick gezeigt. Das zu steuernde Auto wird als kleiner Balken dargestellt, der durch einen der beiden Handregler lediglich horizontal bewegt werden kann. Den beiden Straßenbegrenzungen entsprechen vertikale gewellte Linien, die an eine Slalom-Strecke erinnern. Die Fahrbewegung wird mithilfe der Konsolenelektronik durch Verschieben dieser Linien nach oben oder unten simuliert. Berührt das „Auto“ dabei eine der beiden Begrenzungen, wird die Fahrt abrupt gestoppt und dem Spieler ein Strafpunkt zugesprochen. Anschließend übernimmt der zweite Spieler – und so weiter. Mit dem anderen Handregler kann neben der Bewegungsrichtung auch die Fahrgeschwindigkeit eingestellt werden. Zur weiteren Steigerung des Schwierigkeitsgrades ist zudem die Änderung der „Straßenbreite“ möglich; ein geringerer Abstand erhöht dabei das Kollisionsrisiko.

### Phantomjagd
Bei diesem Reaktionsspiel mit der Modellnummer ES 2215 versuchen beide Spieler einen „Geist“, der in einer Bildschirmecke erscheint, zu fangen. Einen Geist – wieder stark abstrahiert dargestellt als helles Rechteck auf dem Bildschirm – fängt derjenige Spieler, der bei Erscheinen des Rechtecks auf dem Bildschirm zuerst den Knopf seines Handreglers drückt.

## Technische Informationen
Zum Spielen wird das Steuergerät mit seinem 3 Meter langen Antennenkabel, eine 9-Volt-Blockbatterie, zwei Handregler und ein Steckmodul – auch Spielkassette genannt – benötigt. Das Einschalten der Konsole erfolgt durch das Einstecken der beiden Handregler in die Geräterückseite.

### Steuergerät
Die Konsole enthält neben dem Aufnahmeschacht für die Spielkassetten und dem Antennenkabel einige Bedienelemente. Der rote Knopf auf der linken Seite des Bedienpultes dient dabei zum Einstellen des Fernsehkanals; mit dem anderen Drehregler lässt sich der Schwierigkeitsgrad eines Spiels ändern. Mithilfe der beiden mittig angeordneten mechanischen Schieberleisten erfolgt die Zählung der Punktestände auf einer Skala von 0 bis 15.

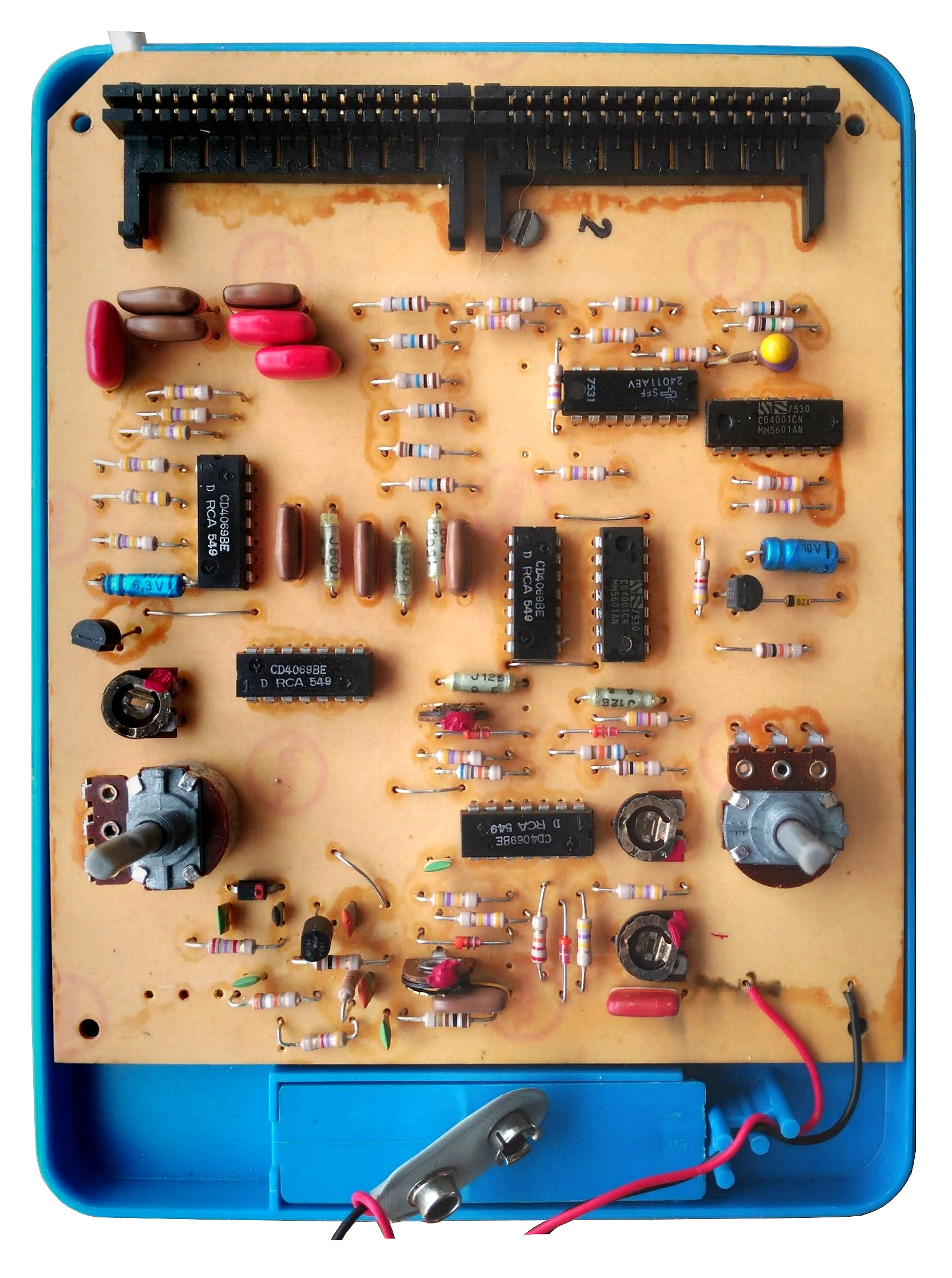
Leiterplatte mit Bauelementen

Im Inneren des Gehäuses befindet sich eine einzelne Leiterplatte mit allen elektronischen Baugruppen und der Aufnahmebuchse für die Steckmodule. Auf der Platine befinden sich keine hochintegrierten Bauelemente wie etwa Mikroprozessoren. Es kommen lediglich elektronische Standardbauteile und einfache Logikgatter zum Einsatz. Daraus aufgebaut sind unter anderem drei „Figurengeneratoren“, die immer drei helle Bildschirmobjekte erzeugen. Deren genaue geometrische Gestalt und die Abmessungen werden wiederum durch die ebenfalls sehr einfachen elektronischen Bauteile in den Steckmodulen festgelegt. Die Positionierung dieser Objekte kann je nach Spiel entweder durch die Konsole oder durch die Schieberegler beeinflusst werden. Treffen beispielsweise beim Spielen von Federball der Ball und ein Schläger aufeinander, so entspricht das dem zeitlichen Zusammenfallen zweier elektronischer Signale, die durch eine weitere Baugruppe auf der Konsolenplatine eine Richtungsänderung des Balles anstößt. Die Ausgabe des Bildes geschieht an einem Fernsehgerät mit Antennenbuchse. Das dazu benötigte Signal wird durch einen kleinen hochfrequenten Sender erzeugt und in das Antennenkabel der Konsole eingespeist. Mangels entsprechender elektronischer Komponenten erfolgt die Ausgabe lediglich in Schwarzweiß und ohne Ton. Für die Energieversorgung kommt ausschließlich eine 9-Volt-Blockbatterie zum Einsatz, ein Netzteilanschluss ist nicht vorhanden. Die Stromaufnahme liegt bei etwa 2,5 mA und die Betriebsdauer nach Angaben des Herstellers bei etwa 50 Stunden.

### Handregler
In den Handreglern ist jeweils ein Schiebepotentiometer mit rotem Stellknopf enthalten. Damit ist beispielsweise die Positionierung und eine Richtungsänderung beweglicher Bildschirmobjekte möglich. Durch den ebenfalls verbauten Taster mit rotem Knopf können weitere Spieleparameter beeinflusst werden. Mithilfe eines einzelnen 8-poligen Steckers, der über zwei Kabel mit den beiden Handreglern verbunden ist, werden die Controller an die Konsole angeschlossen.

### Steckmodule
In den Steckmodulgehäusen aus Plastik befindet sich jeweils eine einzelne Leiterplatte mit herausgeführten Kontaktzungen für die Modulaufnahme in der Konsole. Auf der Platine sind je nach Spiel unterschiedliche diskrete elektronische Bauelemente und die Buchse zur Aufnahme des Steckers für die Handregler verbaut. Speicherchips wie etwa bei den später erschienenen Konsolen Atari VCS 2600 und Philips G 7000 sind nicht vorhanden.

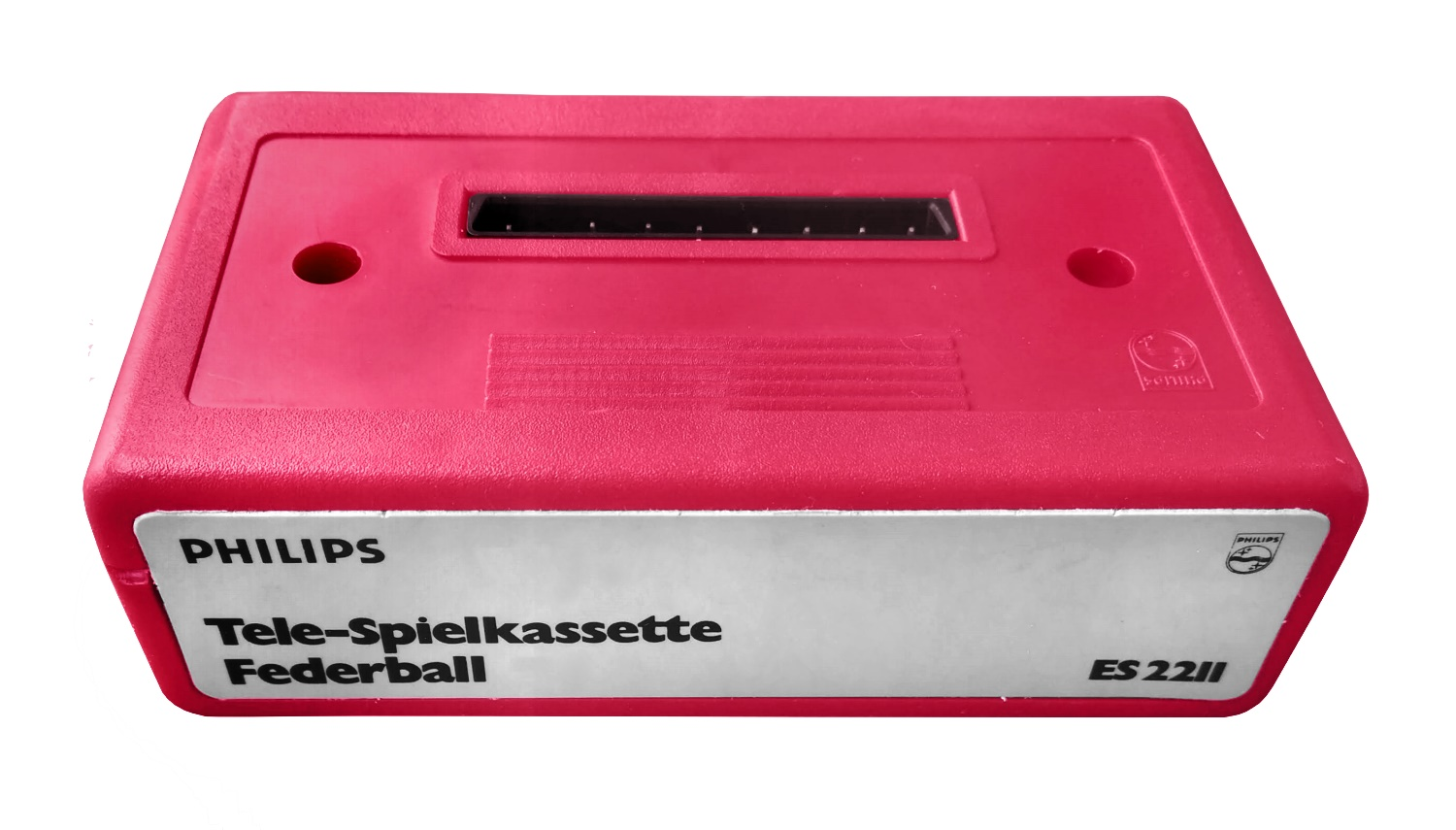
Steckmodul ES 2211
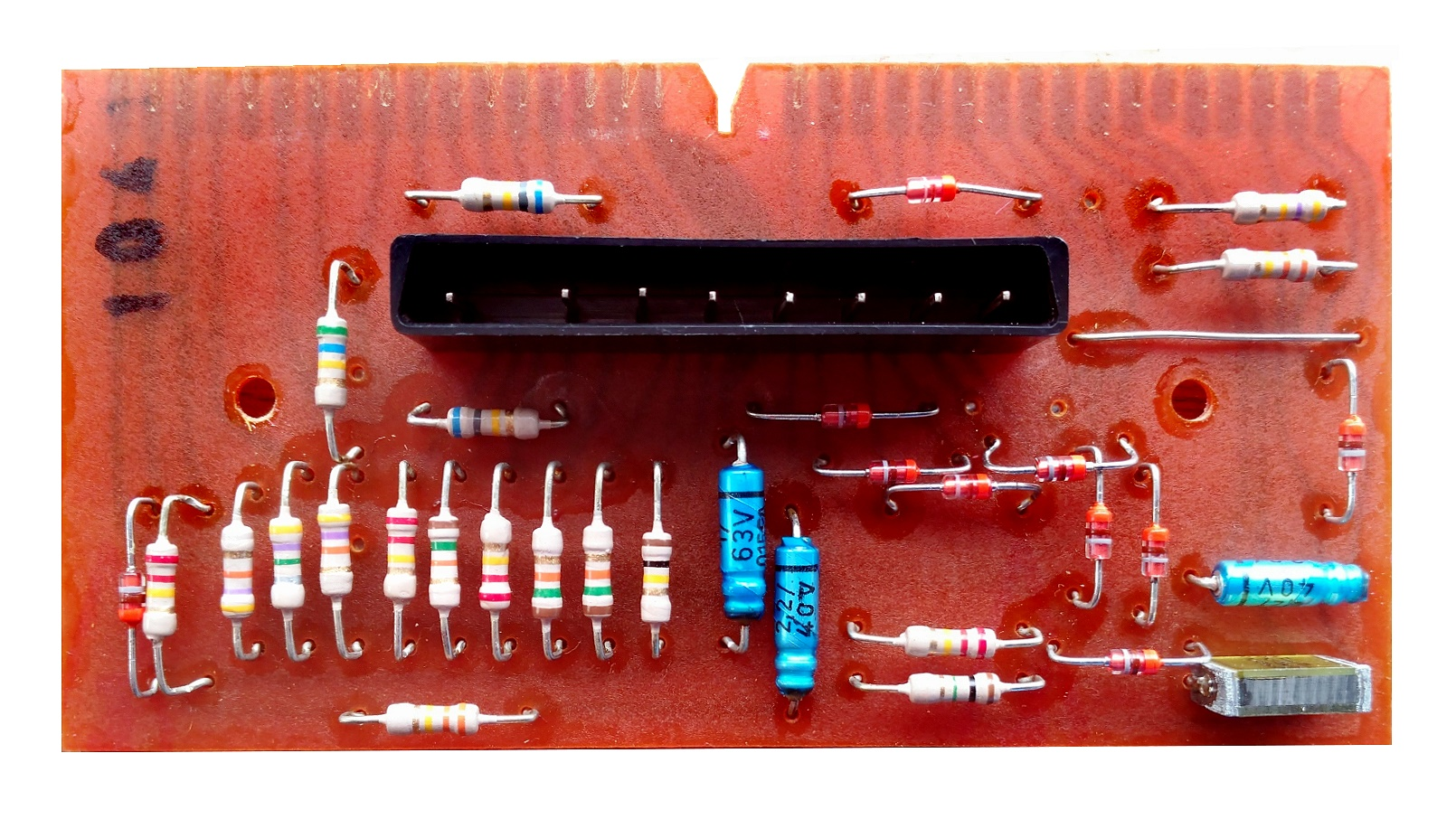
Platine

## Rezeption
Die Zeitschrift Miniaturbahnen pries das Gerät nach der Besichtigung auf der Nürnberger Spielwarenmesse 1975 als „modern“ und „amüsant“. Es erfordere „schnelle Reaktionen“ und sorge für „kurzweilige Erholung“. Durch seinen „hohen Spielwert“ bereite es einen „Mordsspaß“. Zudem sei es „ohne viel Umstände“ an jedes Fernsehgerät anschließbar und auch preislich „sehr interessant“. Im Spätsommer 1975 lobten die Zeitschrift Das Spielzeug und der Zeit-Journalist Thomas von Randow darüber hinaus auch den einstellbaren Schwierigkeitsgrad. Damit sei laut Das Spielzeug sowohl eine „gemütliche Partie“ als auch ein „spannendes Match“ möglich, und „das allgemein und meist zu Recht beklagte miese Fernsehprogramm“ würde nicht mehr stören, so Randow mit einem Augenzwinkern. Weil „Reaktionsvermögen und Konzentrationsfähigkeit hervorragend trainiert“ würden, empfahl Das Spielzeug den Einsatz auch außerhalb des familiären Kreises, nämlich in Jugendzentren und Sportclubs.
Ende des Jahres 1976 schrieb der Zeit-Journalist Tom Werneck in einem großen Vergleichstest, dass die inzwischen aufgekommenen Geräte neuerer Bauart mit Ton und „eingeblendeter Trefferanzeige“ wie etwa Interton Video 3000 dem Tele-Spiel vorzuziehen seien. Zudem legte er allen Spielkonsolenbenutzern die Verwendung einer Antennenweiche nahe, um sich die „mühsame Anschlußfummelei“ am Fernseher zu ersparen. Kurz nach Vorstellung der Nachfolgemodelle ES 2203 und ES 2204 konstatierte die Zeitschrift Das Spielzeug Anfang 1977 resümierend, dass das Tele-Spiel „begeisterten Anklang“ unter seinen „Liebhabern“ gefunden habe.